# Équevilley
Équevilley är en kommun i departementet Haute-Saône i regionen Bourgogne-Franche-Comté i östra Frankrike. Kommunen ligger i kantonen Port-sur-Saône som tillhör arrondissementet Vesoul. År 2022 hade Équevilley 120 invånare.

## Befolkningsutveckling
Antalet invånare i kommunen Équevilley
| Referens: INSEE |